# Museo diocesano d'arte sacra Sant'Apollonia
Il Museo diocesano d'arte sacra "Sant'Apollonia" è un museo di Venezia, voluto dal patriarca Albino Luciani, aperto al pubblico nel 1977 in occasione della mostra dedicata al restauro dei Cavalli bronzei della basilica di San Marco, è stato inaugurato ufficialmente il 4 ottobre 1980. È situato nel monastero dei benedettini un tempo dell'isola Ammiana, vicina a Torcello, oggi scomparsa. Il Museo diocesano d'arte sacra è chiuso dal 2019 e non è stato trasferito alla Pinacoteca Manfrediniana. 

## Opere
Il chiostro romanico, il più antico di Venezia, ospita dal 1969 il Lapidario marciano, una raccolta di frammenti lapidei romani, bizantini e veneto-bizantini (IX - X secolo), provenienti prevalentemente dall'antica basilica di San Marco.
L'itinerario museale si sviluppa in sei sezioni espositive.
Da maggio 2011 a maggio 2013 ha ospitato inoltre una esposizione di Salvador Dalì intitolata "The Dalì Universe".

### Pinacoteca
La sezione raccoglie un'interessante collezione di dipinti, di particolare interesse:
- San Lorenzo Giustiniani de Il Pordenone;
- Gesù Cristo redentore tra san Marco e san Gallo (XVI secolo), olio su tela, di Jacopo Tintoretto;
- la Cacciata dei mercanti dal tempio (seconda metà del XVII secolo), olio su tela, di Luca Giordano;
- Strage degli innocenti, olio su tela, di Jacopo Palma il Giovane;
- le Storie di San Saba (1593), olio su tela, di Jacopo Palma il Giovane, proveniente dalla cappella Tiepolo della Chiesa di Sant'Antonin a Castello;
- la Crocifissione, dipinto su cuoio, proveniente dalla scuola di san Marcuola;
- Deposizione di Gesù Cristo, olio su tela, di Gregorio Lazzarini;
- serie di dipinti con le Storie di san Romualdo (1747), olio su tela, di Jacopo Marieschi, proveniente dalla chiesa dell'isola di San Clemente;
- il gonfalone processionale con la Madonna con Gesù Bambino (1759) di A. Dini;

Da sottolineare l'intero ciclo di opere proveniente dalla Confraternita del Cristo, la cui sede fu eretta nel 1644 vicino a San Marcuola a Cannaregio. Tra questi spicca:
- Gesù fra i dottori di Giambattista Lambranzi;
- i Ritratti dei confratelli dinanzi alla Fede o di fronte all'allegoria della Chiesa;
- Trasporto di un annegato con la partecipazione dei confratelli (1700) di Boranga.

### Oreficeria
Il museo possiede una delle più importanti ed antiche collezioni di argenteria sacra composta di circa 200 pezzi, databili dal XIV al XXI secolo, provenienti da varie chiese veneziane.

### Opere lignee
Il museo annovera fra le sue opere una ricca collezione di sculture lignee che vanno dal XIV al XVI secolo Fra queste spiccano:
- l'Ancona di san Donato e devoti (1310), attribuita a Paolo Veneziano, proveniente dalla Chiesa di san Donato in Murano;
- Gesù Cristo crocifisso (XIV secolo), legno scolpito, di scuola veneto-tedesca, proveniente dalla Chiesa di San Giovanni Novo in Oleo;
- Gesù Cristo crocifisso (XV secolo), legno scolpito, proveniente dalla Chiesa di San Giovanni Novo in Oleo;
- i dossali lignei (metà del XVI secolo), legno intarsiato, di bottega veneziana, provenienti dalla Basilica di San Marco;
- Sant'Antonio abate (seconda metà del XVI secolo), statua policroma, attribuita ad Alessandro Vittoria, proveniente dalla chiesa di Sant'Antonin.

### Madonne vestite
Nel museo diocesano è presente una notevole raccolta di Madonne vestite con abiti di tradizione veneziana, molto interessanti sia sotto il profilo storico-artistico, sia sociale, databili tra il XVII e il XVIII secolo. L'espressione Madonna vestita indica una tipologia iconografica di statua della Vergine Maria, rappresentata da sola o con Gesù Bambino, spesso ornata con abiti sontuosi e tessuti pregiati. Tra gli esempi più interessanti spiccano in particolare:
- la Madonna del Rosario (XVII secolo), proveniente dalla Chiesa di Santa Maria Elisabetta del Lido;
- la Madonna del popolo (prima metà del XVIII secolo), proveniente dalla Chiesa di San Geremia;
- la Madonna del Rosario (seconda metà del XVIII secolo), proveniente dalla Chiesa di San Martino a Burano.

### Paramenti sacri, tessuti e codici miniati
Il museo conserva paramenti sacri, databili dal XVIII al XIX secolo, tra i quali si possono ricordare quelli appartenuti al patriarca Angelo Roncalli, eletto papa con il nome di Giovanni XXIII.
Inoltre, sono esposti merletti veneziani databili dal XVI al XVIII secolo, fra cui:
- una tovaglia in lino con ricamo ad ago, bordura a fuselli (seconda metà del XVI secolo).

È custodita anche un'importante raccolta di codici miniati (corali e lezionari), databili dal XIV al XVI secolo, fra cui:
- una mariegola (1363), cioè una carta costituzionale di corporazione.

### Arte contemporanea
Il Museo possiede circa 40 dipinti d'arte contemporanea. La sezione è nata grazie alle donazioni di artisti che con i loro dipinti hanno voluto lasciare una testimonianza all'interno del museo. Il tema sacro è stato riconsederato attraverso supporti differenti e tecniche miste.
Dal 1983 il Museo organizza la Biennale d'Arte Sacra, nata per ricordare il pittore Francesco Perotti (1907 - 1955).